# Episodi di Caro John (terza stagione)
La terza stagione della serie televisiva Caro John è stata trasmessa in anteprima negli Stati Uniti d'America dalla NBC tra il 19 settembre 1990 e il 1º maggio 1991.
| nº | Titolo originale                    | Titolo italiano | Prima TV USA      | Prima TV Italia |
| -- | ----------------------------------- | --------------- | ----------------- | --------------- |
| 1  | Pretty Man                          |                 | 19 settembre 1990 |                 |
| 2  | And Baby Makes Four (Part 1)        |                 | 26 settembre 1990 |                 |
| 3  | And Baby Makes Four (Part 2)        |                 | 3 ottobre 1990    |                 |
| 4  | A Priest's Story                    |                 | 10 ottobre 1990   |                 |
| 5  | That's Big of Me                    |                 | 24 ottobre 1990   |                 |
| 6  | Hot Lips Lacey                      |                 | 31 ottobre 1990   |                 |
| 7  | Hole in One                         |                 | 7 novembre 1990   |                 |
| 8  | The Blunder Years                   |                 | 14 novembre 1990  |                 |
| 9  | Down and Out in Rego Park           |                 | 28 novembre 1990  |                 |
| 10 | Homeward Bound                      |                 | 12 dicembre 1990  |                 |
| 11 | Matter of Trust (Part 1)            |                 | 19 dicembre 1990  |                 |
| 12 | Matter of Trust (Part 2)            |                 | 19 dicembre 1990  |                 |
| 13 | Molly and Me                        |                 | 5 gennaio 1991    |                 |
| 14 | Love Stories (Part 1)               |                 | 19 gennaio 1991   |                 |
| 15 | Love Stories (Part 2)               |                 | 26 gennaio 1991   |                 |
| 16 | Love Stories (Part 3)               |                 | 2 febbraio 1991   |                 |
| 17 | John and Kirk's Excellent Adventure |                 | 9 febbraio 1991   |                 |
| 18 | The Poet (Part 1)                   |                 | 16 febbraio 1991  |                 |
| 19 | The Poet (Part 2)                   |                 | 2 marzo 1991      |                 |
| 20 | Louise, the Hero                    |                 | 13 marzo 1991     |                 |
| 21 | Matthew and the Baby                |                 | 20 marzo 1991     |                 |
| 22 | John's Week Off                     |                 | 1º maggio 1991    |                 |